# Chernomórskaya
Chernomorskaya (del ruso: Черномóрская) es una stanitsa del ókrug urbano de Goriachi Kliuch del krai de Krasnodar, en las estribaciones noroccidentales del Cáucaso, en Rusia. Está situada en la desembocadura del río Shkeliuk en el río Apchas, afluente del río Kubán, 20 km al nordeste de Goriachi Kliuch, y 48 km al sureste de Krasnodar. Tenía una población de 868 habitantes en 2010.
Pertenece al municipio Chernomorski.

## Historia
Fue fundada en 1864 como Chernomorski. En 1886 le fue concedido el estatus de stanitsa y el nombre actual. Perteneció al otdel de Ekaterinodar del óblast de Kubán hasta 1920.